# European Adventure Tour 1981
European Adventure Tour 1981 – trzecia trasa koncertowa Mike’a Oldfielda; w jej trakcie odbyło się pięćdziesiąt siedem koncertów.
1. 9 marca 1981 – Offenbach, Niemcy – Stadthalle Offenbach
2. 10 marca 1981 – Offenbach, Niemcy – Stadthalle Offenbach
3. 11 marca 1981 – Heidelberg, Niemcy – Rhein-Neckar-Halle
4. 12 marca 1981 – Mainz, Niemcy – Rheingoldhalle
5. 14 marca 1981 – Würzburg, Niemcy – Tauberfrankenhalle
6. 15 marca 1981 – Nürnberg, Niemcy – Hemmerleinhalle
7. 16 marca 1981 – Monachium, Niemcy – Rudi-Sedlmayer-Halle
8. 17 marca 1981 – Ravensburg, Niemcy – Oberschwabenhalle
9. 18 marca 1981 – Karlsruhe, Niemcy – Schwarzwaldhalle
10. 19 marca 1981 – Kolonia, Niemcy – Cologne Sporthalle
11. 21 marca 1981 – Hamburg, Niemcy – Congress Center Hamburg
12. 22 marca 1981 – Kilonia, Niemcy – Ostseehalle
13. 23 marca 1981 – Bremerhaven, Niemcy – Stadthalle
14. 25 marca 1981 – Hanower, Niemcy – Eilenriedenhalle
15. 26 marca 1981 – Brema, Niemcy – Stadthalle
16. 27 marca 1981 – Berlin, Niemcy – Deutschlandhalle
17. 29 marca 1981 – Düsseldorf, Niemcy – Phillipshalle
18. 30 marca 1981 – Münster, Niemcy – Halle Münsterland
19. 31 marca 1981 – Siegen, Niemcy – Siegerlandhalle (dwa koncerty)
20. 1 kwietnia 1981 – Essen, Niemcy – Grugahalle
21. 2 kwietnia 1981 – Hanower, Niemcy – Eilenriedenhalle
22. 3 kwietnia 1981 – Rotterdam, Holandia – De Doelen
23. 15 czerwca 1981 – Helsinki, Finlandia – nieznane miejsce koncertu
24. 17 czerwca 1981 – Sztokholm, Szwecja – Grönalund
25. 18 czerwca 1981 – København, Dania – Falkoner Teatret
26. 19 czerwca 1981 – Oslo, Norwegia – nieznane miejsce koncertu
27. 21 czerwca 1981 – Bruksela, Belgia – Forest National
28. 22 czerwca 1981 – Nijmegen, Holandia – De Vereeniging
29. 23 czerwca 1981 – Rotterdam, Holandia – De Doelen
30. 24 czerwca 1981 – Paryż, Francja – Palais des Sports
31. 25 czerwca 1981 – Lille, Francja – nieznane miejsce koncertu
32. 26 czerwca 1981 – Paryż, Francja – Palais des Sports
33. 27 czerwca 1981 – Concarneau, Francja – nieznane miejsce koncertu
34. 28 czerwca 1981 – Poitiers, Francja – Amphi Descartes
35. 29 czerwca 1981 – Lyon, Francja – Palais d'Hiver
36. 30 czerwca 1981 – Strasburg, Francja – Hall Rhenus
37. 1 lipca 1981 – Luksemburg, nieznane miejsce koncertu
38. 2 lipca 1981 – Freiburg, Niemcy – Stadthalle
39. 3 lipca 1981 – Sindelfingen, Niemcy – Messehalle
40. 5 lipca 1981 – Montreux, Szwajcaria – Grande Sale Jazz Festival
41. 6 lipca 1981 – Mediolan, Włochy – Velodromo Vigorelli
42. 7 lipca 1981 – Jesolo, Włochy – Open Air Festival
43. 8 lipca 1981 – Bolonia, Włochy – nieznane miejsce koncertu
44. 9 lipca 1981 – Rzym, Włochy – Palasport
45. 10 lipca 1981 – Livorno, Włochy – Stadio Armando Picchi
46. 12 lipca 1981 – Rimini, Włochy – Open Air
47. 13 lipca 1981 – Tel Awiw, Izrael – nieznane miejsce koncertu
48. 14 lipca 1981 – Tel Awiw, Izrael – nieznane miejsce koncertu
49. 16 lipca 1981 – Ateny, Grecja – rzymskie ruiny
50. 17 lipca 1981 – Ateny, Grecja – rzymskie ruiny
51. 20 lipca 1981 – Wiedeń, Austria – Wiener Stadthalle
52. 28 lipca 1981 – Londyn, Anglia – Guildhall Yard
53. 30 lipca 1981 – Londyn, Anglia – Rainbow Theatre
54. 9 sierpnia 1981 – Nottingham, Anglia – Theatre Royal
55. Sierpień 1981 – Barcelona, Hiszpania – koncert w studiu telewizyjnym